# Калишский повет
Калишский повет (пол. Powiat kaliski) — повет (район) в Польше, входит как административная единица в Великопольское воеводство. Центр повета — город Калиш (в состав повета не входит). Занимает площадь 1160,02 км². Население — 82 838 человек (на 31 декабря 2015 года).

## Административное деление
- города: Козминек, Ставишин
- городско-сельские гмины: Гмина Козминек, Гмина Ставишин
- сельские гмины: Гмина Близанув, Гмина Бжезины, Гмина Цекув-Колёня, Гмина Годзеше-Вельке, Гмина Лискув, Гмина Мыцелин, Гмина Опатувек, Гмина Щитники, Гмина Желязкув

## Демография
Население повета дано на 31 декабря 2015 года.
| Перепись            | Всего | Мужчины | Женщины |
| ------------------- | ----- | ------- | ------- |
| Всего               | 82838 | 40752   | 42086   |
| Городское население | 1511  | 743     | 768     |
| Сельское население  | 81327 | 40009   | 41318   |